# Banco Fluminense da Produção

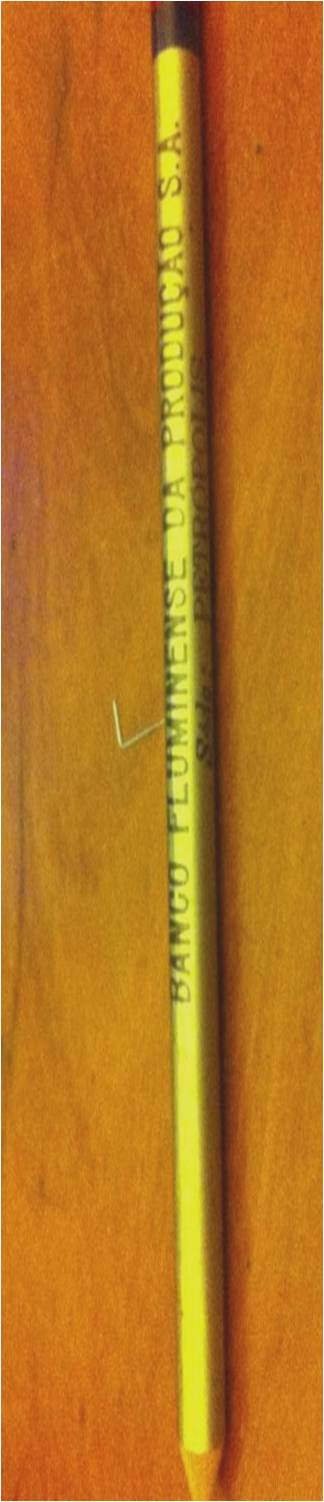
Lápis do Banco Fluminense da Produção, sede Petrópolis.

O Banco Fluminense da Produção foi uma tradicional instituição bancária brasileira fundada e sediada na cidade serrana de Petrópolis, estado do Rio de Janeiro, em 21 de junho de 1941, presidida nos primeiros anos pelo industrial Augusto Maria Martinez Toja. e, após novembro de 1944, presidido por Francisco Campos, tendo como diretor-superintendente Octacílio Negrão de Lima. Em 1946, Edson Passos tornou-se um dos diretores do Banco.

## História e realizações

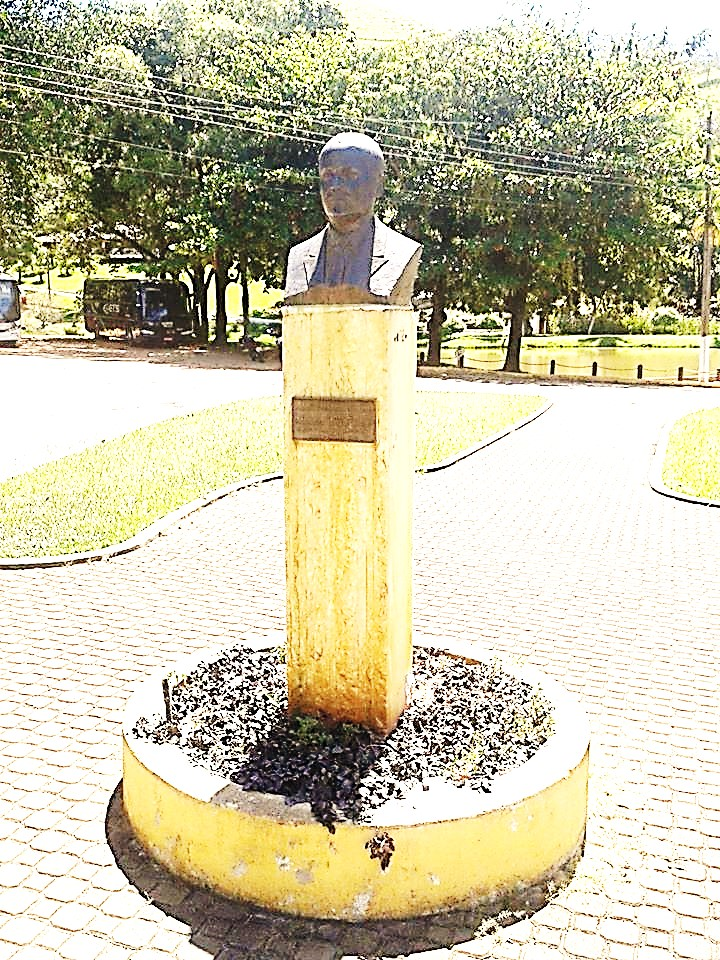
Busto de Augusto Maria Martinez Toja, Localizado no distrito de Raposo, em Itaperuna. Martinez foi um dos presidentes do Banco Fluminense da Produção

Foi considerada a maior rede bancaria do antigo estado do Rio de Janeiro, com agências em várias localidades. Possuía por lema "Força econômica a serviço da coletividade". O Banco Fluminense da Produção foi uma das três matrizes de bancos comerciais existentes na cidade de Petrópolis no período compreendido na primeira metade do século XX, foram eles o Banco Construtor do Brasil S.A., a Sociedade Cooperativa de Responsabilidade Limitada Banco de Petrópolis e o já citado Banco Fluminense da Produção S.A. Todos eles com suas sedes instaladas na rua principal do Centro da cidade.
O Banco Fluminense da Produção foi criado com o intuito de integrar o Estado do Rio de Janeiro, na evolução bancária nacional, de maneira a transformá-lo, de espectador, em ator, na cena do crédito nacional. Até então, o Estado do Rio de Janeiro, não dispunha de um grande banco que estivesse sediado em seu território e que fosse dotado de agências em todas as suas cidades. Com iniciativa da ação particular liderada por Augusto Maria Martinez Toja e o apoio do governo estadual exercido por Ernâni do Amaral Peixoto, surgiu o Banco Fluminense da Produção em 1941.
Em 16 de março de 1943 o banco muda-se para o Edifício Mauá, de arquitetura Art Déco, que foi edificado justamente para ser a sede do Banco Fluminense da Produção, em Petrópolis. O acontecimento inaugural, que coincidiu com os festejos do centenário de aniversário da cidade, contou com a presença de várias autoridades como o bispo diocesano Dom José Pereira Alves e o então governante do estado do Rio de Janeiro Ernâni do Amaral Peixoto. O edifício situava-se na então Avenida 15 de Novembro, 1026 - atual Rua do Imperador, na edificação funciona hoje uma agência da Caixa Econômica Federal.

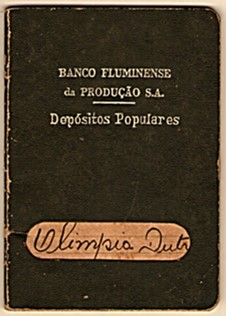
Caderneta de Poupança: BANCO FLUMINENSE DA PRODUÇÃO S.A. - Dépositos Populares

Durante a década de 1940, financiou diversos empreendimentos, como os serviços de água e esgoto realizado pela empreiteira Bicalho Goulart Ltda executados em diversos municípios do Estado do Rio de Janeiro,  empresa a época dirigida por Bernardo Belo.
Esse banco era utilizado pelos produtores rurais, comerciantes e industriais para que guardassem e/ou investissem aquilo que pudessem de seus ganhos com a produção rural. Algumas prefeituras e, por vezes, até o governo estadual, se utilizavam deste banco para suas operações financeiras e depósitos de seus aportes financeiros.
Financiou também o transporte público rodoviário. Em 1943, Alexis Novellino, com um empréstimo de 100 mil réis junto ao Banco Fluminense da Produção, criou a primeira empresa de ônibus da cidade de Cabo Frio que ligava o município a Araruama. Nos anos de 1943/1944 a "Auto Viação Salineira" possuía várias linhas internas que circulavam para São Pedro da Aldeia e Araruama, além de explorar a linha CaboFrio/Búzios. A empresa fazia também o transporte coletivo para Macaé e Niterói, em 21 de abril de 1942.

Em 1948 o Banco Fluminense da Produção foi alvo de expressivas homenagens em Cabo Frio, sendo exaltada sua função econômico-social no progresso do Estado do Rio. Devido ao crescente volume de negócios na cidade, o banco fez construir naquele município um imponente edifício, dotando-o de modernas instalações, para onde transferiu sua agência local em 3 de março daquele ano.

## Crise e encerramento das atividades

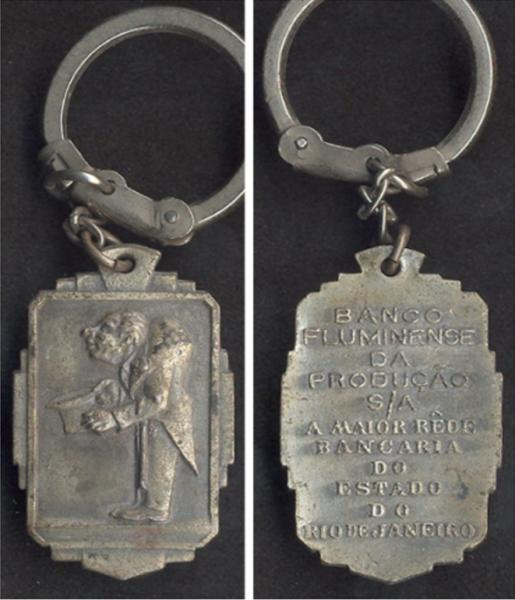
Chaveiro ironizando o Banco Fluminense da Produção. Um banqueiro corcunda, segurando uma cartola como que pedindo esmola.

No ano de 1948 o Conselho da Superintendência da Moeda e do Crédito (Sumoc) recomendou que o Banco Fluminense da Produção pedisse sua liquidação, na forma da Lei, pois afirmava-se que o banco já estava sem qualquer condições de continuar operando.
Tido como um importante instrumento de crédito aos lavradores, comerciantes e industriais, a concordata do Banco faria com que essas operações de crédito fossem paralisadas e que os depósitos de mais de 10 mil pessoas fossem perdidos, causando grande impacto na economia fluminense. A falência judicial do banco foi decretada em 26 de dezembro de 1950, com sérios prejuízos aos seus credores e cerca de trinta e sete mil depositantes. Fato que repercutiu nos discursos da Câmara dos Deputados.
Na época existiam especulações que apontavam o ex-governador do Estado do Rio de Janeiro, Ernâni do Amaral Peixoto, de ter usado um "testa de ferro" para tornar-se um sócio oculto do Banco Fluminense da Produção; segundo estes relatos, Amaral Peixoto seria o real responsável pela crise da instituição. Sobre estas insinuações Amaral Peixoto procuraria defender-se afirmando no programa de rádio Panorama Fluminense, da Rádio Guanabara do Rio de Janeiro: 
— "Lamentamos apenas que a calamidade que nos aflige venha servindo de pretexto a explorações políticas por parte de homens que, indiferentes à sorte do povo, agem somente em função de suas ambições e para satisfação de seus ódios. Intrigas e misérias de toda sorte tem sido veiculadas. Espalham que sou o maior acionista do banco e afirmam, reservadamente, que devo ao mesmo alguns milhões de cruzeiros. Os meus amigos podem ficar tranquilos. Não sou acionista do Banco Fluminense da Produção, nada lhe devo, nem tenho com o mesmo qualquer ligação. Acompanhei sempre com simpatia seus desenvolvimentos pelos bons serviços prestados ao Estado do Rio. Como Interventor Federal procurei ajuda-lo, sempre dentro dos limites do razoável. Quando a Tesouraria do Estado dispunha de saldo superior a 30 milhões de cruzeiros, o depósito nesse banco foi de apenas dois ou três milhões."